# Келієній-Векі
Келієній-Векі (рум. Călienii Vechi) — село у повіті Вранча в Румунії. Входить до складу комуни Ненешть.
Село розташоване на відстані 170 км на північний схід від Бухареста, 27 км на південний схід від Фокшан, 45 км на північний захід від Галаца, 147 км на схід від Брашова.

## Населення
За даними перепису населення 2002 року у селі проживали 785 осіб, усі — румуни. Усі жителі села рідною мовою назвали румунську.